# Adelieledone piatkowski
Adelieledone piatkowski is een inktvissensoort uit de familie van de Megaleledonidae. De wetenschappelijke naam van de soort werd voor het eerst geldig gepubliceerd in 2003 door Allcock, Hochberg, Rodhouse en Thorpe.